# Pethia ticto
Pethia ticto — можлива назва українською Барбус двоплямистий — субтропічна прісноводна риба роду Pethia родини коропових. Вперше описана у 1822 році як Cyprinus ticto.
В акваріумній літературі до даного виду часто помилково відносять рибок видів барбус червоний (Pethia padamya) та барбус Столичка (Pethia stoliczkana). Ці види є близькими родичами та легко схрещуються між собою.

## Поширення
Риба поширена на всій території Індійського субконтиненту. Зустрічається в річках та струмках Індії, Пакистану, Бангладешу, Шрі Ланки, Непалу та Бутану. 
Надає перевагу невеликим річкам та притокам із мулистим дном.

## Опис
Тіло барбуса овальної форми, витягнуте, сплюснуте з боків. Основний тон забарвлення сріблястий з  жовтуватим відтінком. Спина та боки зеленувата, черевце — біле. Позаду голови на рівні грудних плавців та у основи хвоста знаходяться темні плями. Пляма  біля хвоста доволі велика, а біля голови значно менша, часто майже непомітна.
Очі відносно великі. Луска велика, з чорною облямівкою, створює на тілі риби сітчастий малюнок.  Черевні плавці червонуваті, решта — із жовтуватим відтінком. Забарвлення самок блідіше, плавці повністю прозорі, без забарвлення. Самці помітно стрункіші за самок. Довжина рибки — до 10 см (в акваріумі — до 6,5 см.).

## Утримування та розмноження в акваріумах
Барбус двоплямистий  — мирна зграйна рибка, тому її бажано утримувати в кількості не менше 6 осіб з такими ж мирними рибами. Як і для решти барбусів необхідний доволі просторий (від 50-ти літрів) акваріум з вільним місцем для плавання та невеликими кущами рослинності по краю.
Рибка всеїдна, підходить будь-який живий, рослинний чи комбінований корм, а також сухі корми.
Параметри води:
- Температура — 18—25 °C, витримує зниження до 14 °C;
- Жорсткість — від 5 до 12 dH, принципового значення не має;
- Кислотність — pH 6.0-7.5.

Розмножують рибок аналогічно до червоного барбуса та барбуса Столички.